# René Riedl
René Riedl (* 21. Februar 1977) ist ein ehemaliger österreichischer Fußballspieler. Nach seiner aktiven Karriere wurde er Wirtschaftsinformatiker. Er ist Professor für Digital Business und Innovation an der FH Oberösterreich und assoziierter Universitätsprofessor am Institut für Wirtschaftsinformatik – Information Engineering der Johannes Kepler Universität Linz sowie Leiter des gemeinsamen Uni-Linz/FH-OÖ Studiengangs Digital Business Management. Zudem ist er der wissenschaftliche Direktor der Neuro-Information-Systems Society.

## Karriere als Fußballspieler
Riedl begann seine Karriere beim SK Vorwärts Steyr. Zwischen 1993 und 1995 spielte er beim SV Garsten. Zur Saison 1995/96 kehrte er zum Bundesligisten Vorwärts Steyr zurück. Sein Debüt in der Kampfmannschaft gab der damals 18-Jährige im Juli 1995 im UEFA Intertoto Cup beim Spiel gegen die bulgarische Mannschaft FC Spartak Plovdiv. Am Ende gewann Vorwärts Steyr die Gruppe 12 des UI-Cups und zog ins Achtelfinale ein, wo gegen den späteren Champion RC Strasbourg jedoch Endstation war. In der Bundesliga gab er im August 1995 sein Debüt, als er am dritten Spieltag jener Saison gegen den FC Tirol Innsbruck in der 69. Minute für Amir Groso eingewechselt wurde. Bis Saisonende kam er zu sechs Einsätzen, mit den Oberösterreichern musste er allerdings aus der Bundesliga absteigen.
Daraufhin wechselte er zur Saison 1996/97 zum unterklassigen SV Gmunden. Nach mehreren Jahren bei den Gmundnern spielte er zwischen 2003 und 2005 noch für den SK Bad Wimsbach 1933, ehe er seine Karriere beendete. Im Jahr 2021 wurde René Riedl anlässlich des 100-jährigen Vereinsjubiläums des SV Gmunden in das Jahrhundert-Team gewählt.

## Nach der Profikarriere
Nach dem Abitur 1996 an der Handelsakademie Steyr studierte Riedl Handelswissenschaften an der Johannes Kepler Universität Linz, das Studium schloss er 1999 als Magister ab. Danach arbeitete er in einem IT-Unternehmen in Linz. 2001 nahm er bei Lutz Jürgen Heinrich die Stelle eines Universitätsassistenten an und promovierte im Bereich der Wirtschaftsinformatik 2004 zum Dr. rer. soc. oec. Seine Arbeitsschwerpunkte lagen in jungen Jahren insbesondere in den Bereichen Informationsmanagement und Management von Informatik-Projekten. Mitte der 2000er Jahre begann er sich zunehmend mit neurologischen, psychologischen und soziologischen Phänomenen der Digitalisierung zu befassen. Riedl promovierte zudem an der Universität Bonn im Bereich Psychologie zum Dr. phil. Er ist einer der Mitgründer der Forschungsdisziplin Neuro-Information-Systems (NeuroIS) und der Fachtagung NeuroIS Retreat. Im Frühjahr 2007 war er Gastwissenschaftler an der Harvard University, Harvard Business School, USA. 2009 habilitierte er sich im Fach Wirtschaftsinformatik an der Johannes Kepler Universität Linz und wurde dort 2010 zum assoziierten Universitätsprofessor ernannt. Im Frühjahr 2012 war er Gastprofessor am Department of Information Technologies der HEC Montréal, Kanada, und seit 2013 ist er Inhaber der Professur für Digital Business und Innovation an der Fachhochschule Oberösterreich an der Fakultät für Wirtschaft und Management am Campus Steyr. Er ist zudem der wissenschaftliche Direktor der 2018 in Wien gegründeten NeuroIS Society und Mitglied des Vorstands am Institut für Personal- und Organisationsentwicklung in Wirtschaft und Verwaltung an der Johannes Kepler Universität Linz. Er ist bzw. war zudem als Lektor an vielen Hochschulen aktiv, unter anderem an der Universität Innsbruck, der UMIT – Private Universität für Gesundheitswissenschaften, Medizinische Informatik und Technik, der Zeppelin Universität Friedrichshafen, der Fachhochschule Burgenland und der HEC Montréal. Von 2018 bis 2021 war er Vizedekan an der Fakultät für Wirtschaft und Management der Fachhochschule Oberösterreich und dort für den Bereich Forschung und Entwicklung zuständig. Seit 2024 ist er Leiter des gemeinsamen Uni-Linz/FH-OÖ Studiengangs Digital Business Management.

### Arbeits- und Forschungsschwerpunkte
Riedl wendet sich seit dem Beginn seiner akademischen Laufbahn Phänomenen der Entwicklung und Nutzung von Informationssystemen zu. So befasste er sich beispielsweise in den frühen 2000er Jahren im Rahmen seiner Dissertation mit dem Outsourcing von IT-Dienstleistungen an Application Service Provider, heute beschäftigt er sich primär mit Phänomenen der digitalen Transformation. In der wissenschaftlichen Community erlangte Riedl durch seine Initiativen und Forschungsarbeiten im Bereich Neuro-Information-Systems (NeuroIS) weltweit Bekanntheit. Er veröffentlichte dazu Arbeiten in den weltweit angesehensten Fachzeitschriften der Informationssystem-Forschung, unter anderem in MIS Quarterly sowie dem Journal of Management Information Systems. Die drei Hauptphänomene, mit denen sich Riedl befasst, sind Technostress, Vertrauen in Online-Umgebungen und menschliches Entscheidungsverhalten im Internet unter besonderer Berücksichtigung von Benutzeremotionen. Diese Phänomene erforscht er mit Instrumenten der Neurowissenschaften (z. B. funktionelle Kernspintomographie, Elektroenzephalografie, Herzraten- und Hautleitfähigkeitsmessungen sowie Hormonbestimmungen) sowie mit Methoden der Sozial-, Wirtschafts- und Technikwissenschaften (z. B. Befragung, Interview, Clickstream-Analysen).

### Nebentätigkeiten
Riedl war und ist Herausgeber bei mehreren Fachzeitschriften, unter anderem MIS Quarterly, Information Systems Research, Journal of Management Information Systems, Journal of the Association for Information Systems, Database for Advances in Information Systems und Business and Information Systems Engineering. Zudem ist er Gutachter für akademische Journale und Fachtagungen sowie für die National Science Foundation in den USA sowie die Deutsche Forschungsgemeinschaft. Seine Forschung wird von Institutionen wie dem Fonds zur Förderung der wissenschaftlichen Forschung, der Österreichischen Forschungsförderungsgesellschaft, der Europäischen Union, dem Land Oberösterreich sowie dem Social Sciences and Humanities Research Council Canada gefördert. Er hat bislang 21 Bücher und rund 175 Beiträge in Fachzeitschriften, Konferenzbänden und Büchern publiziert. Zudem ist er regelmäßig Vortragender bei internationalen Fachkonferenzen, Keynote-Sprecher bei Praktikertagungen und tritt im Rundfunk auf (z. B. ORF-Sendung Newton oder SRF-Sendung Input).

## Bücher und Beiträge in wissenschaftlichen Fachzeitschriften (Auswahl)
- Mit Lutz Jürgen Heinrich und Armin Heinzl: Wirtschaftsinformatik: Einführung und Grundlegung (4. Auflage). Springer, Berlin 2011. ISBN 978-3-642-15425-6
- Mit Lutz Jürgen Heinrich und Dirk Stelzer: Informationsmanagement: Grundlagen, Aufgaben, Methoden (11. Auflage). De Gruyter Oldenbourg, München 2014. ISBN 978-3-11-035306-8
- Mit Pierre-Majorique Léger: Fundamentals of NeuroIS: Information Systems and the Brain. Springer, Berlin 2016. ISBN 978-3-662-45090-1
- Management von Informatik-Projekten: Digitale Transformation erfolgreich gestalten (2. Auflage). De Gruyter Oldenbourg, München 2019. ISBN 978-3-11-047127-4
- Digitaler Stress: Wie er uns kaputt macht und was wir dagegen tun können. Linde Verlag, Wien 2020. ISBN 978-3-7093-0666-6
- Riedl, R., Kostoglou, K., Wriessnegger, S.C. et al. Videoconference fatigue from a neurophysiological perspective: experimental evidence based on electroencephalography (EEG) and electrocardiography (ECG). Sci Rep 13, 18371 (2023), doi:10.1038/s41598-023-45374-y.
- Nadj, Mario; Rissler, Raphael; Adam, Marc T. P.; Knierim, Michael T.; Li, Maximilian X.; Maedche, Alexander; and Riedl, René. 2023. „What Disrupts Flow in Office Work? The Impact of Frequency and Relevance of IT-Mediated Interruptions,“ MIS Quarterly, (47: 4) S. 1615–1646.
- Riedl, R. Is trust in artificial intelligence systems related to user personality? Review of empirical evidence and future research directions. Electron Markets 32, S. 2021–2051 (2022), doi:10.1007/s12525-022-00594-4.
- René Riedl, Peter N. C. Mohr, Peter H. Kenning, Fred D. Davis & Hauke R. Heekeren (2014) Trusting Humans and Avatars: A Brain Imaging Study Based on Evolution Theory, Journal of Management Information Systems, 30:4, 83-114, doi:10.2753/MIS0742-1222300404.
- Angelika Dimoka, Rajiv D. Banker, Izak Benbasat, Fred D. Davis, Alan R. Dennis, David Gefen, Alok Gupta, Anja Ischebeck, Peter H. Kenning, Paul A. Pavlou, Gernot Müller-Putz, René Riedl, Jan Vom Brocke, and Bernd Weber. 2012. On the use of neurophysiological tools in is research: developing a research agenda for neurois. MIS Q. 36, 3 (September 2012), S. 679–702.
- René Riedl. 2012. On the biology of technostress: literature review and research agenda. ACM SIGMIS Database 44, 1 (Februar 2013), S. 18–55, doi:10.1145/2436239.2436242.
- René Riedl, Marco Hubert, Peter Kenning: Are there neural gender differences in online trust? An fMRI study on the perceived trustworthiness of ebay offers. MIS Q. 34, 2 (Juni 2010), 397–428.